# Thomas Mann
Thomas Mann (født 6. juni 1875, død 12. august 1955) var en tysk forfatter.
Han blev født i Lübeck i en velhavende købmandsfamilie. Imidlertid ændrede familiens forhold sig ved faderens tidlige død og familieformuen gik tabt.
Thomas Mann arbejdede nogen tid i en bank, inden han begyndte at studere ved universitetet i München. Han rejste rundt i Europa og besøgte sin ældre broder, Heinrich Mann i Italien. Her skrev han sine første noveller og sin første roman. Hans værker blev modtaget med begejstring. Thomas Manns første roman Huset Buddenbrook (1901), som beskrev en families nedtur gennem fire generationer, blev en sensation i Tyskland og gjorde ham til en rig mand allerede som 25-årig. Han blev snart gift – på trods af sin homoseksuelle tilbøjelighed, der dog ikke med vished blev udlevet i noget egentligt forhold – og han levede et liv med at give forelæsninger og udgive noveller.
I 1929 modtog Thomas Mann nobelprisen i litteratur. I perioden mellem de to verdenskrige begyndte Thomas Mann at advare mod den omsiggribende fascisme, indtil nazisterne tvang ham til at forlade Tyskland. Han slog sig ned i USA i 1940, hvor han blev professor ved Princeton-universitetet. Thomas Mann blev frataget sin titel som æresdoktor ved Bonns Universitet som følge af, at han havde forladt det nazistiske Tyskland. Senere slog han sig ned i Californien sammen med flere andre udviste tyske kunstnere. I den periode skrev Mann to store romaner: den bibelske historie om Josef og hans brødre og Doktor Faustus (1947), legenden om Faust, som solgte sin sjæl til djævelen. Han vendte efter krigen tilbage til Europa og slog sig ned i Zürich, Schweiz, hvor han døde den 12. august 1955.
Breve og dagbøger viste, at Thomas Mann var meget påvirket af den store danske forfatter og nobelpristager Henrik Pontoppidan, som i 1920 blev bedt om at levere bidrag til et tidsskrift, som Mann havde planer om at starte. Nogen tid senere bestilte Mann de tre hovedværker, Det forjættede land, Lykke-Per og De dødes rige. Da Pontoppidan blev 70, sendte Mann et lykønskningstelegram til ham.

## Liv

### 1875-1913

#### Opvækst
Thomas Mann blev født i en velhavende familie i Lübeck. Faderen, Thomas Johann Heinrich Mann, var købmand og senator i hansestaden. Moderen var af halvt brasiliansk afstamning. Udover sin berømte bror Heinrich Mann havde Thomas Mann også tre andre søskende, hvoraf de to begik selvmord. Om sin barndom sagde Thomas Mann, at den var "omsorgsfuld og lykkelig".
Familien hørte til blandt spidserne i Lübeck.
Thomas Mann var ikke særlig glad for skolen, som kedede ham. I stedet fordrev han allerede i en meget ung alder tiden med litterære forsøg i et skoleblad, som han selv var med til at udgive.
Hans formynder, Krafft Tesdorpf, der havde overtaget ansvaret for Thomas Mann efter faderens død i 1891, havde dog andre planer med drengen, og bestemte, at han skulle starte i et forsikringsselskab. Arbejdet kedede ham, og i 1895 sagde den 20-årige Thomas Mann sit job op for at forfølge en forfatterkarriere. Et år tidligere havde han fået udgivet sin første novelle, der blev taget godt imod i litterære kredse.

#### Den litterære karriere begynder
Som 21-årig og myndig begyndte han at modtage renter fra sin afdøde fars formue, og han kunne derfor hellige hele sin tid til at skrive.
I 1897 tog han med sin storebror Heinrich Mann til Italien for at se Rom. I Italien begyndte han at skrive sin store roman Huset Buddenbrooks (En families forfald), som beskrev en families nedtur gennem fire generationer. Bogens handling udspiller sig i Lübeck, og var en nøgleroman, hvor mange indbyggere i byen kunne genkende sig selv. Romanen skulle senere være hovedbegrundelsen for den nobelpris, han modtog i 1929. 
Bogen udkom i 1901, men først ved det andet oplag i 1903 blev den en sensation i Tyskland, og gjorde ham til en rig mand allerede som 25-årig. Han kunne nu endnu mere ubesværet leve sit liv med at give forelæsninger og skrive noveller. En af disse var Døden i Venedig fra 1912, en skildring af en homoseksuel forelskelse, diskret nok til ikke at gøre skandale. Novellen har muligvis bidraget mere til at gøre homoseksualitet "stueren" end noget andet enkelt kunstværk. En bemærkning fra Manns gamle fjende Alfred Kerr - at novellen "gjorde pæderasti acceptabelt for den dannede middelklasse" - var sarkastisk ment, men viste sig profetisk.  Selv var Thomas Mann homoseksuel det meste af livet, som det fremgår af hans dagbøger. Det samme gjaldt i øvrigt tre af hans børn: Erika (hun havde dog også mandlige partnere, deriblandt Bruno Walter), Klaus og Golo. Selvmord fulgte også familien; begge Thomas Manns søstre begik selvmord, ligeså hans sønner Klaus og Michael, samt hans bror Heinrichs anden kone. 

#### Familieliv
Forholdet til broderen Heinrich blev i 1903 forværret. Deres uenighed om mange sager blev så stor, at de næsten afbrød kontakten. I 1904 mødte han Katharina Pringsheim, sin senere kone, som han med det samme kurtiserede. Thomas Mann havde på dette tidspunkt ingen erfaringer med det modsatte køn. Til gengæld havde han haft nogle affærer med mænd. Han levede dog aldrig sin homoseksualitet ud, men sværmede til stadighed for unge mænd. På overfladen overholdt han de borgerlige konventioner og giftede sig derfor med Katharina i 1905. Parret fik seks børn: Erika (1905-1969), Klaus (1906-1949, selvmord), Golo (1909-1994), Monika (1910-1992), Elisabeth (1918-2002) og Michael (1919-1977, selvmord) Mann. Tre af disse, Erika, Klaus og Golo, blev selv senere forfattere.
Det lod sig tidligt mærke, at Katia holdt mest af sønnen Klaus, mens Thomas holdt mest af det ældste barn, Erika, og det næstyngste, Elisabeth. De andre tre børn - der kun lige blev tolereret - var Golo, Monika og Michael. Erika huskede en tid fra madmanglen under første verdenskrig, da maden blev omhyggeligt udportioneret, og der kun var én figen tilbage. "Og hvad gjorde min far så? Han gav hele den figen til mig alene - de andre tre børn stirrede i forfærdelse, og min far sagde selvtilfreds og med eftertryk: "Man skal tidligt vænne børn til uretfærdighed."" I sine dagbøger beskriver Thomas Mann sine seksuelle følelser for Klaus: "Er betaget af Eissi," skrev han i 1920, da Klaus ("Eissi") var 14 år, "meget smuk i sine badebukser. Finder det helt naturligt, at jeg skulle forelske mig i min søn...Det ser ud til, at jeg er helt færdig med kvinder?...Eissi lå solbrun og skjorteløs på sin seng og læste; jeg blev perpleks." Senere samme år kom han "over Eissi helt nøgen og optaget af noget pjat ved Golos seng" og blev "dybt berørt af hans strålende, halvvoksne krop; overvældende". Mann benyttede nogle af de samme beskrivelser om Jacobs interesse for den unge Josef i Josef og hans brødre; og i novellen "Uorden og tidlig sorg", skrevet da Elisabeth var syv, er forholdet mellem den belæste far og hans datter åbenlyst baseret på Manns forhold til Elisabeth.
Mange år senere bebrejdede Thomas Mann sig selv for Klaus' død: "Mit forhold til ham var vanskeligt, og ikke uden skyldfølelse, for selve min eksistens kastede en skygge over ham fra starten af."  Familiens liv blev til litterært materiale. Der gik rygter om forholdet mellem Katia og hendes bror Klaus Pringsheim - ikke mindst efter at Thomas Mann, få måneder efter at have giftet sig med hende, anvendte sin kones forhold til sin bror som motiv i en af sine noveller, Walsungernes blod, der handler om et incestuøst forhold mellem en tvillingebror og hans søster. Katias far ville have historien standset.
Katharina Pringsheim, nu Katia Mann, fik i 1912 besked om, at hun muligvis havde tuberkulose. Hun opholdt sig derfor på et sanatorium i Davos i Schweiz, hvor Thomas Mann besøgte hende. Hans oplevelser dette sted foranledigede ham til at begynde på sin anden store roman, Der Zauberberg (Trolddomsbjerget) samme år; men arbejdet blev afbrudt af første verdenskrig, og bogen færdig først efter 12 år - som noget meget fjernt fra den oprindelige, humoristiske tekst. Mens han var i eksil i USA, var der tale om en filmatisering med Greta Garbo i rollen som madame Chauchat; men det blev ikke til noget, for en film "om tuberkulose" tiltalte ingen af Hollywoods producenter.

### 1914 til 1929

#### Manns skifte fra konservativ til liberal
Ved første verdenskrigs udbrud var Thomas Mann en af de mange, der ikke så på krigsudbruddet som noget negativt. Han anså krigen for at være nødvendig og tog i sin Gedanken im Kriege nogle af de mere militaristiske forfattere og kunstnere i forsvar. Kontakten til broderen, der fra starten af var imod krigen, havde han nu afbrudt helt. Det var også i slutningen af krigen, han skrev sin Betrachtungen eines Unpolitischen, der er et nærmest entydigt forsvar for den autoritære tyske kejserstat og et angreb mod den demokratiske Weimarrepublik. Et skrift, som han senere hen fortrød at have forfattet, og som han tog skarp afstand fra.
Med højreekstremes mord på udenrigsminister Walther Rathenau i 1922 blev Thomas Mann dog, ligesom mange andre, som følge af mordet en entydig forsvarer for Weimarrepublikken. Han forklarede, at humanisme og demokrati var ét, og eftersom mennesket skulle følge humanismens principper, skulle mennesket altså stræbe efter demokratiske forhold. Han blev medlem af det liberale Tyske demokratiske Parti.

#### Nobelpris
Thomas Mann havde allerede i 1927 haft store og ikke urealistiske forhåbninger om at kunne modtage nobelprisen, men først i 1929 skete det så. Han var lidt skuffet over, at man i begrundelsen for uddelingen kun henviste til den 25 år gamle Buddenbrooks-roman og ikke hans nyere bog Trolddomsbjerget. I Nobelkomitéen var der ikke bred enighed om kvaliteten af denne sidste bog, hvorfor man udelukkende henviste til et ældre værk af Thomas Mann.

### 1930-1944

#### Den tyske tale
Bekymret over den stigende succes for nationalsocialisterne holdt Thomas Mann i 1930 for en fyldt sal i Berlin en bevæget tale, der i trykt udgave fik titlen "En appel til fornuften", hvor han gik hårdt til angreb på nazisterne. Talen blev senere omtalt som "Den tyske tale". Thomas Mann lod sig ikke gå på af en gruppe nazisters forsøg på ved buhråb at ødelægge talen og beskrev nøgternt nationalsocialismen som "en kæmpe bølge af excentrisk barbari og et primitivt massedemokratis kræmmermarkedråhed". Som en af de første beskrev han nazismen som en ideologi med rødder i tysk romantik; i noget, han kaldte "romantiserende filosofi". Han beskrev nazismen som en radikal nationalisme forbundet med en "orgiastisk naturkult", "radikalt antihuman" og "vildt dynamisk", der "sætter begrebet 'liv' i tænkningens centrum", og kredsede omkring mørke, livgivende kræfter, som i virkeligheden var destruktive, forenet af to idéstrømninger i tysk kultur: En naturorienteret ultranationalisme og en "dynamistisk" livsdyrkelse. Hans tanker blev i 1940 taget op af Arthur O. Lovejoy, grundlæggeren af universitetsfaget idéhistorie. Lovejoys artikel The meaning of romanticism for the historian of ideas prøver at lade romantikken kaste lys over krigen, som da hærgede Europa. Men selv om bifaldet i salen var stort, kunne Manns tale ikke ændre på udviklingen. Thomas Mann blev til en af nazismens betydeligste modstandere.
Efter nazisternes magtovertagelse så han ikke anden udvej end at forlade landet i 1933 og drage i eksil. I første omgang i Frankrig, men i 1938 så til USA, hvor han kunne arbejde som gæsteprofessor ved forskellige amerikanske universiteter. Adspurgt af reportere beskrev han sit eksil således: It is hard to bear. But what makes it easier is the realization of the poisoned atmosphere in Germany. That makes it easier because it’s actually no loss. Where I am, there is Germany. I carry my German culture in me. I have contact with the world and I do not consider myself fallen.
Under sit eksil i USA henvendte han sig i flere radioudsendelser direkte til det tyske folk for at få dem til at udøve modstand mod nazi-myndighederne. Han betegnede sig selv som bærer af den egentlige "tyske ånd", hvilket han understregede med udsagnet Wo ich bin, ist Deutschland ("Hvor jeg er, er Tyskland").

### I eksil
I USA underviste han i litteratur ved Princeton og blev i 1944 amerikansk statsborger; men forlod USA i frustration over at være blevet indkaldt til Komitéen for uamerikanske aktiviteter, der havde kaldt ham "en af verdens største apologeter for Stalin og hans slæng." Thomas Mann bliver i modsætning til sin bror Heinrich anset som apolitisk af sine biografer.

### Efter 1945
Tilbagekomsten til Europa blev ikke nem, men Thomas Mann havde også gjort sig upopulær i sit tyske hjemland ved at betone den kollektivskyld, som alle tyskere, der var blevet i landet, bar rundt på, og som han ikke ville være en del af. Han havde kort været inde som mulig forbundspræsident i den nyoprettede vesttyske forbundsrepublik, men hans person var nok lidt for kontroversiel. Selv om kun få, efterfølgende, brød sig om Hitlers gerninger, var der alligevel i det tyske folk en skepsis over for de mennesker, der var gået i eksil, såsom Marlene Dietrich. Det tyske folk følte, at de eksilerede havde "svigtet" landet, og undveget de lidelser, som resten af den tyske befolkning havde måtte gennemgå; og dermed ikke var nogen del af det lidelsesfællesskab, der i de første år holdt tyskerne sammen.
De sidste år af sit liv tilbragte Thomas Mann derfor hovedsageligt i Schweiz, afvekslende med jævnlige besøg i Tyskland. Han døde på et sygehus i Zürich og ligger også begravet i Schweiz.

## Thomas Manns indflydelse
Thomas Manns værkers betydning for både samtid og eftertid lader sig kun svært sammenfatte i få ord. Hans liv og værker var allerede i hans levetid omstridte og er det stadig i dag. Hans liv spændte over nogle af de største omvæltninger i tysk historie, og disse omvæltninger afspejler sig tydeligt i både hans liv og forfattervirksomhed.
Hans værker er ikke præget af pludselige geniale indfald eller spontanitet. For hvert værk ligger der ofte årelange, disciplinerede arbejder bag. Hans ofte temmelig borgerlig-dekadente stil skabte ham en del fjender i den litterære verden, et symptom på den polarisering, som tiden op til Nazi-Tyskland var præget af.
Hans ofte borgerlige-dekadente stil til trods var han samtidig dygtig til at spidde den spidsborgerlige moral. Noget der især kom til udtryk i hans behandling af den forbudte homoseksualitet, og hans behandling af temaet drift over for den pligtopfyldende etiker. I dette var han især inspireret af Arthur Schopenhauer og Sigmund Freuds ideer og tanker.

### Udvalgte værker
- Huset Buddenbrook: en lübeckerslægts historie (også Buddenbrooks: en families forfald) (1901, på dansk 1903)
- Tonio Krøger (1903, på dansk 1905)
- Hans kongelige højhed (1909, på dansk 1910)
- Døden i Venedig (1912, på dansk 1913)
- Trolddomsbjerget (tidligere Troldfjeldet) (1924, på dansk 1930)
- Mario og troldmanden (1930, på dansk 1951)
- Josef og hans brødre (1933-43, på dansk 1933-48)
- Lotte i Weimar (1939, på dansk 1956)
- Doktor Faustus: den tyske komponist Adrian Leverkühns liv, fortalt af en ven (1947, på dansk 1957)
- Den udvalgte (1951, på dansk 1957)
- Felix Krull: en svindlers bekendelser (1954, på dansk 1955)